# Hubošovce
Hubošovce (Hongaars: Gombosszentgyörgy) is een Slowaakse gemeente in de regio Prešov, en maakt deel uit van het district Sabinov.
Hubošovce telt 430 inwoners.